# Topologische Äquivalenz
Topologische Äquivalenz ist ein Begriff aus der Theorie dynamischer Systeme.
Anschaulich sind zwei dynamische Systeme in diesem Sinne äquivalent, wenn es eine Selbstabbildung des Phasenraums gibt, unter der die Bahnen des einen Systems den Bahnen des zweiten Systems entsprechen.

## Definition
Zwei dynamische Systeme {\displaystyle \Phi _{1},\Phi _{2}} auf einem Phasenraum {\displaystyle X} heißen topologisch äquivalent, wenn es einen Homöomorphismus {\displaystyle h\colon X\to X} gibt, so dass
{\displaystyle h(\Phi _{1}(t,x))=\Phi _{2}(t,h(x))}
für alle {\displaystyle (t,x)} gilt.
Man sagt dann, dass {\displaystyle h} den Fluss {\displaystyle \Phi _{1}} in den Fluss {\displaystyle \Phi _{2}} konjugiert.
Man spricht von der topologischen Äquivalenz zweier gewöhnlicher Differentialgleichungen (oder zweier Vektorfelder), wenn die zugehörigen Flüsse topologisch äquivalent sind.

## Beispiele
- Die Flüsse der Differentialgleichungen {\displaystyle {\dot {x}}=x} und {\displaystyle {\dot {x}}=2x} sind topologisch äquivalent. Der Homöomorphismus {\displaystyle h(x)=x^{2}} konjugiert den Fluss {\displaystyle \Phi _{1}(t,x)=e^{t}x_{0}} von {\displaystyle {\dot {x}}=x} in den Fluss {\displaystyle \Phi _{2}(t,x)=e^{2t}x_{0}} von {\displaystyle {\dot {x}}=2x}.

- Der (ungedämpfte) harmonische Oszillator ist nicht topologisch äquivalent zum gedämpften harmonischen Oszillator: während beim harmonischen Oszillator alle Bahnen periodisch sind, streben beim gedämpften harmonischen Oszillator alle Bahnen zum Gleichgewichtspunkt.

- Der Satz von Hartman-Grobman gibt (unter gewissen Voraussetzungen) die topologische Äquivalenz zwischen einer gewöhnlichen Differentialgleichung und ihrer Linearisierung. Sei x‘=Ax die Linearisierung von x‘=v(x), es gelte also {\displaystyle v=v_{1}+v_{2}} mit {\displaystyle v_{1}(x)=Ax} und {\displaystyle v_{2}(x)=O(\Vert x\Vert ^{2})}. Wenn alle Eigenwerte des Operators A in der linken Halbebene liegen (also negative Realteile haben), dann sind die Differentialgleichung und ihre Linearisierung topologisch äquivalent.